# Great Falls Park
Der Great Falls Park befindet sich in Virginia, USA und wird vom National Park Service verwaltet. Er erstreckt sich entlang der Ufer des Potomac River auf 3,65 km² (900 acres) und ist Bestandteil des George Washington Memorial Parkway. Die Great Falls of the Potomac River befinden sich an der nördlichen Grenze des Parks, wie auch der Patowmack-Kanal, der älteste Kanal der Vereinigten Staaten, der über Schleusen zum Anheben und Aussetzen der Boote verfügte. Der Höhenabfall, der sich insgesamt 20 Meter über mehrere Wasserfälle erstreckt, kann nicht von Booten befahren werden. Einige Kajakfahrer fuhren bei niedrigen Wasserständen über die bis zu 10 Meter hohen Wasserfälle in die Tiefe. Die Wasserfälle werden immer noch als Klasse 5 Wildwasser eingestuft, was hohe Gefahr bedeutet. Das Betreten des Wassers oberhalb der Wasserfälle ist von Virginia aus illegal. Statistiken zufolge ertrinken jährlich sieben Menschen im Potomac River im Bereich des Parks, die meisten Unfälle geschehen in Verbindung mit Alkohol, obwohl der Konsum alkoholischer Getränke im Bereich des Parks untersagt ist. 

## Beschreibung
Der George Washington Memorial Parkway wurde entwickelt, um sicherzustellen, dass die Orte, die George Washington am häufigsten besucht hatte, verknüpft werden. Der Great Falls Park war ein Teil des Northern Virginia Parks System und wurde 1966 dem National Park Service übertragen. Eine vorgeschlagene Brücke, die sich über die Wasserfälle erstrecken sollte, wurde auch in Erwägung gezogen, jedoch wurde das Projekt aufgrund einer starken Lobby, die zusätzliche Brücken über den Potomac River verhindern wollte, und Bedenken über umweltliche Einflüsse nie umgesetzt.
Der Park besteht aus mehreren Aussichtsplattformen, die den Besuchern eine Aussicht über die Wasserfälle bieten. 24 km lange Wanderwege umgeben den Park und verlaufen entlang eines Bachs, dem Difficult Run. Felsenzeichnungen der Ureinwohner Nordamerikas wurden auf Klippen entdeckt, die sich am Difficult Run befinden. Kletterer besuchen häufig die Klippen über dem Potomac; der Park gilt als bester Ort für diese Sportart im Großraum von Washington DC. Während Camping im Park nicht erlaubt ist, gibt es Parkplätze für bis zu 600 Fahrzeuge und einen großen Picknickplatz. An verkehrsreichen Wochenenden sind die Parkplätze oft schon früh am Morgen belegt, was Verzögerungen und vorübergehende Schließungen, die mehrere Stunden dauern können, zur Folge hat. 
Der Patowmack-Kanal, der zum Teil von George Washington finanziert wurde, war ein meilenlanger Nebenkanal, der 1785 gebaut wurde, um Hausbooten eine Möglichkeit zu bieten, die Wasserfälle zu umgehen und hergestellte Waren stromaufwärts und Rohmaterialien stromabwärts zu verteilen. Das Parkbesucherzentrum hat in den 1980er-Jahren aus dem Patowmack-Kanal die unteren Teile zweier hölzerner Schleusentore ausgegraben. Die Tore sind mindestens aus den 1830ern und wurden während Erhaltungsarbeiten am Mauerwerk, das für die Schleusen errichtet worden war, entdeckt. Die auf den Steinen entdeckten Abdrücke der Steinmetze sind einzigartig zu jedem Handwerker und identisch mit denen, die auf den Grundsteinen des Weißen Hauses und des Kapitols gefunden worden waren. Während der Erbauung des Kanals wurde Sprengstoff, zur damaligen Zeit Schießpulver, zur Sprengung festen Gesteins verwendet. Dies ist eines der weltweit ersten bekannten Beispiele, wo Sprengstoff für technische Zwecke verwendet wurde. Der Kanal war nie eine ertragreiche Unternehmung; mit der Fertigstellung des Chesapeake and Ohio Kanals auf der gegenüberliegenden Seite des Flusses und dem nahenden Zeitalter der Eisenbahnen wurde das Projekt in den 1830ern beendet. Der Patowmack-Kanal ist ein Wahrzeichen des Bauwesens und auch ein historisches Wahrzeichen Virginias. Entlang der Pfade findet man auch Ruinen der Kleinstadt Matildaville.
Zwischen 1906 und 1932 betrieb die Great Falls and Old Dominion Railroad und später die Washington and Old Dominion Railroad einen Vergnügungspark bei den Wasserfällen. 
Der Park ist vom Interstate 495, dem Capital Beltway, an der Ausfahrt Georgetown Pike und weiter 3 Meilen (4,5 km) westwärts in Richtung Old Dominion Drive zu erreichen. Von dort aus deuten Straßenschilder eine Meile nordwärts zum Parkeingang. Der Park ist nur während der Tagesstunden geöffnet.

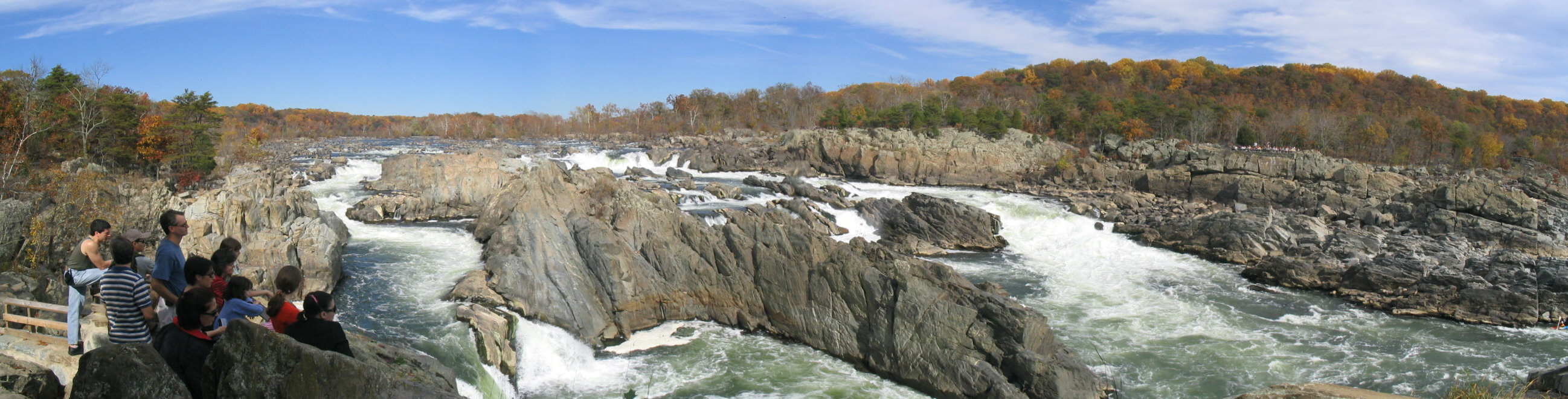
Great Falls of the Potomac River